# Jason Robards, Sr.
Jason Nelson Robards, Sr. (Hillsdale; 31 de diciembre de 1892-Sherman Oaks; 4 de abril de 1963) fue un actor estadounidense de cine y teatro. Padre del actor, Jason Robards, Jr., ganador del Oscar. Robards participó en muchas películas, inicialmente como actor protagonista, luego en papeles secundarios y en apariciones televisivas.

## Biografía
Nació en una granja en Hillsdale, Míchigan. Hijo de Elizabeth (profesora) y de Frank P. Robards, Sr., granjero e inspector de la oficina de correos que organizó en 1912 la campaña electoral en Míchigan a favor de Theodore Roosevelt. Jason se formó en la Academia Americana de Arte Dramático. Murió en 1963, habiendo vivido para ver a su hijo y a su nieto (Jason Robards III) como actores y así continuando la tradición familiar.
Su carrera como actor comenzó en 1921 y finalizó en 1961. Una de las producciones de Broadway en las que participó fue el musical Turn to the Right (1917). Después de 1951, la carrera de Robards se limitó a actuaciones televisivas, pero antes de eso, Internet Movie Database enumera una serie de apariciones en 208 películas durante un periodo de 30 años, antes de la década que pasó actuando en varios programas y series de televisión.
El papel teatral más conocido de Robards fue John Marvin en el éxito Lightnin. La relación de Robards con este papel hizo que su hijo se identificara con él, cuando interpretó el personaje de James Tyrone en Long Day´s Journey Into Night, en Broadway en 1956 y en la pantalla en 1962. En la obra, Tyrone es un actor cuya carrera se ve limitada por estar encasillado en el papel del Conde de Montecristo. Jason hijo diría: «Una de las cosas que más daño me hizo, y me doy cuenta ahora, fue hacer el papel de un borracho en la obra Long Day's Journey Into Night. En la obra, el padre del borracho era una artista fallido y su madre una adicta a las drogas. Solo después de años de análisis me di cuenta que estaba interpretando en el escenario sucesos de mi propia vida.»
Padre e hijo actuaron juntos en el escenario una sola vez, en The Disenchanted de Budd Schulberg, una obra inspirada en la historia de F. Scott Fitzgerald. Jason hijo ganó su único premio Tony por esa interpretación.
Falleció a la edad de 70 años en Sherman Oaks, California, de un ataque al corazón.